# Fokvárosi nemzetközi repülőtér
A Fokvárosi nemzetközi repülőtér (IATA: CPT, ICAO: FACT) egy nemzetközi repülőtér, amely a dél-afrikai Fokvárosban található. Üzemeltetője az Airports Company South Africa. Éves utasforgalma 10 693 063 fő (2017). Utasforgalma alapján 2022-ben Afrika 5. legforgalmasabb repülőtere volt.

## Futópályák
A repülőtér futópályái:
- 01/19 (3201 m)
- 16/34 (1701 m)

## Forgalom
Az utasforgalom az elmúlt években az alábbi módon változott:
| Utasok száma | 8 463 069 | 8 505 563 | 8 348 854 | 9 407 375 | 10 090 418 | 10 693 063 | 10 777 524 | 4 012 204 | 4 757 855 | 7 876 183 |
|              | 2011      | 2012      | 2013      | 2015      | 2016       | 2017       | 2018       | 2020      | 2021      | 2022      |